# Sepedon ophiolimnes
Sepedon ophiolimnes är en tvåvingeart som beskrevs av Steyskal 1956. Sepedon ophiolimnes ingår i släktet Sepedon och familjen kärrflugor.
Artens utbredningsområde är Etiopien. Inga underarter finns listade i Catalogue of Life.